# Gare de Dalian
 (mai 2020).
Si vous disposez d'ouvrages ou d'articles de référence ou si vous connaissez des sites web de qualité traitant du thème abordé ici, merci de compléter l'article en donnant les références utiles à sa vérifiabilité et en les liant à la section « Notes et références ».
La gare de Dalian est une gare ferroviaire chinoise situé à Dalian. Elle a été construite en 1903, avant de changer de site en 1937.

## Service des voyageurs

### Intermodalité
La gare est située à 11 km de l'aéroport international de Zhoushuizi .